# Волки и овцы: бееезумное превращение
«Во́лки и о́вцы: б-е-е-е-зу́мное превраще́ние» — российский полнометражный компьютерный мультфильм с возможностью просмотра в формате 3D. Российская премьера картины состоялась 28 апреля 2016 года, международная же премьера прошла шестью днями ранее. Мультфильм попал в основную программу международного фестиваля в Анси, также был представлен на фестивале в Злине и Берлинском кинофестивале, получил гран-при корейского фестиваля детского кино в Гуро, специальный приз кинофестиваля на Каталине и номинировался на Азиатско-Тихоокеанскую кинопремию. Также мультфильм номинировался на премию «Золотой орел» в номинации «Лучший анимационный фильм».

## Сюжет
Баран-натуралист Зико, занимаясь фотографией на лугу, встречает волка Серого и в ужасе бежит в деревню баранов. Вожак баранов Белгур строго запрещает всем выходить на северный луг из-за опасности со стороны волков. Тем временем в волчьей стае вожак Магра решил уйти на покой, оставив себе преемника. Свою кандидатуру выдвинул Безухий, которого в стае до того боялись, что оспорить его первенство решился только Серый. Магра объявил, что следующий вожак определится на поединке между претендентами. У Серого есть подружка, волчица Бьянка, которая хочет выйти замуж за Серого, но при этом её беспокоит ребячество жениха. В надежде измениться ради любимой Серый идёт в лес, где остановился табор цыган. Там зайчиха-цыганка Мами даёт Серому зелье трансмутации. Выпив зелье, Серый на радостях бежит к своей стае, но волки преследуют его как добычу. Во время погони Серый ударяется головой и теряет сознание.
Очнувшись, Серый обнаруживает себя в доме овечки Лиры превращённым в барана. В деревне Серый заводит знакомство с братом Лиры Шайей, чайкой Клифом и болтливым барашком Мозом. На следующий день Шая с приятелем идут гулять на запретный луг, где их встречают волки из банды Безухого, но Серый спасает ягнят, эффектно боднув одного из волков; впоследствии Серый назовёт свою атаку «секретным приёмом». Ночью после вечеринки Шая убеждает своего друга-ягнёнка вновь выбраться на северный луг, утверждая, что знание секретного приёма спасёт их от волков. Там ягнята становятся свидетелями разговора между Магрой и Безухим. Магра утверждает, что Безухий не готов вести стаю, поскольку использует власть в своих личных интересах. Безухий сталкивает Магру с обрыва и ловит Шайю, после чего возвращается к стае и убеждает всех, кроме Бьянки, что Магра погиб в результате несчастного случая, назначив своим преемником Безухого.
Друг Шайи бежит в деревню и сообщает, что того схватили волки и держат в яме, дабы съесть завтра на церемонии коронации. Серый решает пробраться в логово, чтобы выкрасть Шайю обратно. С ним вызывается идти Моз в надежде произвести впечатление на Лиру. На задании Моз ударяется головой и теряет сознание, а Серый в одиночку спасает Шайю, нейтрализуя Тощего, который перед этим успевает узнать Серого в обличье барана. Лира радуется возвращению брата и влюбляется в Моза. Серый в то же время огорчается, что не может вернуться в родную стаю. Далее Серый идёт в лес на встречу с Бьянкой, от которой узнаёт о смерти Магры и воцарении Безухого. В это время затаившийся в кустах Зико фотографирует их разговор.
Тем временем Тощий и Хромой сообщают Безухому, что ягнёнка освободил Серый. Безухий решает утаить эту информацию и призывает волков начать войну с овцами, дабы устранить опасность тайных вторжений. Серый возвращается в отару, где Зико обвиняет его в предательстве, приводя тому в доказательство сделанные накануне фотоснимки, после чего Серый уходит прочь из деревни овец. Блуждающего по лесу Серого находит Мами и сообщает ему, что волки вступили на тропу войны, а наложенные на него чары в полдень следующего дня станут вечными, если Серый не выпьет росы у волшебной сосны, которая должна выступить лишь на утро следующего дня. Серый бежит к овцам и убеждает их подготовиться к нападению. Вместе с Зико и Мозом они изобретают боевые машины и обучают овец тактике.
Во время атаки волки прорываются через заграждения и входят в деревню. Серый приказывает овцам отступать через пещеру, после они заваливают вход и запирают в ней волков. Из-за возникшей запруды в пещере начинает прибывать вода, а волкам грозит смерть от утопления. Серый толкает речь о том, что волков надо спасти, ибо дурные поступки сделают самих овец теми, с кем они борются. Серого поддерживают и отворяют вход в пещеру, после чего Безухий набрасывается на Серого, но Серый дерётся с ним на равных. Во время поединка подоспевают Бьянка с Мами и бросают Серому пузырёк с волшебной росой, но та не превращает его обратно в волка.
Улучив момент, Безухий кидает Серого на скалу, и того заваливает камнями. Под грудой камней Серый обретает истинный облик. Безухий пятится на растущее из скалы дерево, но оно ломается под ним, и волк проваливается в водопад. Отныне волки и овцы — друзья, Серый становится вожаком стаи, а Белгур венчает его с Бьянкой. В цыганском таборе Мами объясняет секрет превращения Серого обратно в волка его внутренней трансформацией, поскольку в пузырьке, что он выпил, содержалась не волшебная роса, а обычная вода.

## Роли озвучивали
- Серый — Александр Петров
- Магра — Сергей Безруков
- Бьянка — Елизавета Боярская
- Лира — Катя IOWA
- Моз — Диомид Виноградов
- Зико — Юрий Гальцев
- Клиф — Андрей Рожков
- Безухий — Андрей Бархударов
- Мами — Татьяна Шитова
- Белгур — Никита Прозоровский

А также: Екатерина Семёнова, Дмитрий Филимонов, Ксения Большакова, Ирина Виленкина, Эдуард Двинских, Юрий Тарасов, Денис Виленкин, Юрий Меншагин, Александр Носков, Катерина Африкантова, Олег Морозов и Татьяна Шарко.

## Создание
На создание анимационного фильма в общей сложности было потрачено пять лет. Всего над фильмом работало более двухсот специалистов, среди мультипликаторов было много иностранцев. Идея новой картины возникла у авторского коллектива во время создания «Снежной королевы», после успеха которой к работе над новым проектом удалось привлечь продюсера Сергея Сельянова и драматурга Нила Ландау из США. Основу для будущего оригинального сценария составила поговорка о волке в овечьей шкуре. Изначально мультфильм задумывался как комедийный. Сценарий писался два с лишним года, в работе над ним было задействовано несколько сценаристов, а в общей сложности на препродакшн мультфильма коллектив потратил примерно три года. Для продюсера было важно показать, что овцы в целом культурнее волков, поэтому волки ходят как на двух, так и на четырёх лапах, и ведут первобытно-общинный образ жизни; овцы же прямоходящи, строят дома и изобретают механизмы, а сообщество их напоминает деревню хоббитов. Снимать «Волки и овцы: бееезумное превращение» доверили режиссёрам-дебютантам Максиму Волкову и Андрею Галату. Основные трудности мультипликаторы испытывали при работе над шерстью, особенно овечьей, и над оптимизацией взмахов крыльев Клифа. Как сообщает режиссёр картины Максим Волков, персонажи на переднем и заднем плане требуют различий в изображении количества шерсти, дабы выглядеть более органично, а овечья шерсть должна выстраиваться по трём точкам, в отличие от прямой волчьей шерсти, для которой достаточно одной точки. В случае с перьевым персонажем, Клифом, сложность возникла на стадии сетапа, когда потребовалась регуляция плавности движений. Работавшим над мультфильмом пришлось подбирать большое число референсов, дабы воспроизвести на мониторе компьютера движения реальных животных, природу, клубящуюся пыль.
Эскизы всех персонажей были несколько раз перерисованы, прежде чем они нашли воплощение на экране, особенно много внимание было уделено проработке Бьянки, чтобы добиться сексуальной привлекательности героини. Елизавете Боярской, озвучивающей волчицу, потребовалось сделать свой голос выше по звучанию, дабы Бьянка получилась более элегантной и томной. Программисты из съёмочной группы ездили в Ирландию для изучения роста растений, впоследствии созданными ими кодами регулировался рост растений и деревьев в мультфильме. Музыка к картине была написана композитором из Франции.
Сведением звука занималась творческая группа из России совместно с шотландскими специалистами, для чего также понадобилась командировка в Шотландию. Прежде, чем приступать к созданию графических моделей персонажей, актёры озвучивания зачитывали свои тексты, и на запись их голоса уже накладывалась анимация, после чего мультфильм вновь был переозвучен. Мультипликационный фильм с самого начала делался на русском и английском языках, что чувствуется при просмотре русской версии: губы персонажей двигаются не в такт словам, а надписи в мультфильме всюду английские. Дело в том, что производство полнометражной анимации требует финансовых затрат, сравнимых с затратами на съёмку полнометражного игрового кино, и чтобы получить прибыль от проката, продукция компании Wizart Animation изначально нацелена на международный рынок. Поскольку отсутствие липсинка не нравится американскому зрителю, а российский зритель после просмотра большого количества пиратских голливудских фильмов привык к не сочетающемуся с дубляжом движению губ актёров, это повлияло, вероятно, на решение сделать английскую версию фильма основной, а затем переозвучить по-русски.
В создании анимации приняли участие китайские мультипликаторы, также они занимались рендерингом. В английской версии озвучивания участвовали Том Фелтон, озвучивший Серого, и Руби Роуз, которая, в свою очередь, озвучила Бьянку, также в озвучке английской версии приняли участие Чайна Энн Макклейн и Росс Маркуанд. Певица Катя IOWA, озвучившая Лиру, записала для саундтрека к мультфильму песню «Оставайся собой». По словам Кати, песня вышла тёплая и солнечная, сведение звука и запись клипа проходила в Санкт-Петербурге. Кроме того, в саундтрек «Волков и овец» вошла песня Юрия Шатунова «Седая ночь», взывающая к ностальгии зрителей старшего поколения. Её исполняет Тощий в караоке на свадьбе Бьянки и Серого в конце фильма. Мультфильм изначально был нацелен на мировой прокат, поэтому международная премьера прошла раньше российской. По словам Юрия Москвина, доля китайских инвестиций составила до 40-50 % бюджета картины.

## Продолжение
В октябре 2015 года съёмочная группа в том же составе начала работу над сиквелом «Волки и овцы 2», выход которого на большой экран планировался к весне 2018 года. В итоге же «Волки и Овцы: Ход свиньёй» вышли только 24 января 2019 года.

## Восприятие и прокат
Русскоязычные критики отмечают в мультфильме незамысловатый, но чётко выстроенный сюжет, тщательную проработку персонажей и сравнительную самобытность проекта. Борис Иванов в своей рецензии похвалил картину за достойный для российского кинематографа уровень, её графику и анимацию, хотя не обошлось и без недочётов в режиссуре, выражающихся в недостатке размеренности повествования, также к слабым сторонам мультфильма Иванов относит часто встречающиеся заимствования, вторичность типажей и некоторых шуток, тривиальность основной заложенной в сценарий идеи о дружбе травоядных с плотоядными. Развитие действия стремительно, из-за чего не всегда выходит прочувствовать важные сцены, которым не уделяется должного внимания в плане эмоционального насыщения, повествование скомкано, что особенно чувствуется в начале картины. Алексей Мажаев отмечает, что мультфильм находится на уровне образцов западной анимации, хоть количество взрослого юмора и драмы в ленте меньше, чем в аналогичных фильмах DreamWorks и Walt Disney Pictures. Мажаев отмечает, что животные в анимационном фильме находятся на довольно высоком цивилизованном уровне, а недостаточная проработка сценаристами безумных превращений из волка в барана и обратно «придаёт сюжету некое абсурдное очарование». «Волки и овцы» убедительно показывают превосходство добра над злом, не скатываясь при этом в морализаторство. Несмотря на пять лет работы над фильмом, он не вышел таким же хорошим, как мультипликация от Disney. Кирилл Илюхин тоже считает сюжет фильма не оригинальным, однако достаточно забавным и интересным основной целевой аудитории — детям. По мнению Илюхина, сюжет с заезженной темой превращения ради взгляда на мир с иного ракурса является слабым местом картины. Олеся Трошина утверждает, что анимация «Волков и овец» неплоха, но не лишена недочётов и шероховатостей, а прорисовка животных в ленте хоть и не дотягивает до уровня «Зверополиса», но внимательна к деталям. Пейзажи, однако, красочны и смотрятся неплохо. В сценарии можно заметить отсылки к таким произведениям как «Король Лев», «300 спартанцев», «Шрек», «Ёжик в тумане» и картинам Сальвадора Дали.
Анимационная лента оказалась в топе самых ожидаемых премьер российского кино 2016 года. Помимо России и стран постсоветского пространства, мультфильм вышел в прокат на Ближнем Востоке, в Монголии, Турции и Румынии, также в Италии, Испании, Китае и Польше. По словам продюсера Юрия Москвина из Wizart Animation, заключившего контракт с Flame Node и Alibaba Group на продвижение картины, китайский рынок является ключевым для проката «Волков и овец», показ охватил самую широкую аудиторию. В версии мультфильма для китайского проката частично изменены диалоги и песни. Выход мультфильма «Волки и овцы: бееезумное превращение» в Китае состоялся в конце лета 2016 года. На Кинопоиске «Волки и овцы: бе-е-е-зумное превращение» имеет рейтинг 6,8 из 10, на IMDb — 5,7 из 10. За первую неделю российского проката мультфильм «Волки и овцы» вошёл в тройку лидеров по кассовым сборам, а также стал одним из самых успешных российских проектов в международном прокате 2016 года. Впрочем, сайт kinometro.ru считает старт проката фильма не очень удачным: за первые четыре дня проката картина собрала в СНГ 49,7 миллионов рублей, тогда как аналитики предрекали более ста миллионов рублей сбора. За рубежом картина заняла третье место в болгарском прокате, собрав за первые выходные 33 тысячи евро. Всего в российском прокате картина заработала 144 557 090. В мировом прокате мультфильм собрал 4,190,750$.